# ADatP
ADatP (Abk. für englisch Allied Data Publication) ist eine Gruppe von NATO-Standards (STANAG). Darunter sind unter anderem auch Standards für den Aufbau von Daten für die Übertragung und Verarbeitung durch automatisierte Systeme.

## Beispiel
ADatP-3NATO Message Text Formatting System (FORMETS) - Concept of FORMETS (CONFORMETS): In diesem Standard sind Regeln zur Formatierung von Meldungen festgelegt. Seit 2008 basiert dieser Standard auf einer Beschreibung in XML Schemas und ist damit vergleichbar mit zivil genutzten Standards, wie zum Beispiel UN/EDIFACT.
Link 1(NATO-Originalbezeichnung: Tactical Data Exchange for Air Defence, S-series) ist ein NATO-Standard für taktische Datenlinks der Luftverteidigung.